# Emirates Cup 2017
Navigation
Édition précédente Édition suivante
L’édition 2017 de l'Emirates Cup est la 9e de cette compétition de football amicale organisée par Arsenal. L'Emirates Cup a lieu les 29 et 30 juillet 2017 à l'Emirates Stadium.

## Journées

### 1erjour
| Samedi 29 juillet 2017 | RB Leipzig | 0 - 1   | Séville FC            | Emirates Stadium, Londres  |                            |
| 14:00 WEST             |            | (0 - 1) | 35e (pen.) Ben Yedder | Arbitrage : Stuart Attwell | Arbitrage : Stuart Attwell |

| Samedi 29 juillet 2017 | Arsenal                                                    | 5 - 2   | Benfica Lisbonne       | Emirates Stadium, Londres |  |
| 16:20 WEST             | Walcott 24e 32e · López 52e (csc) · Giroud 64e · Iwobi 70e | (2 - 2) | 11e Cervi · 39e Salvio |                           |  |

### 2ejour
| Dimanche 30 juillet 2017 | RB Leipzig                    | 2 - 0 | Benfica Lisbonne | Emirates Stadium, Londres |  |
| 14:00 WEST               | Halstenberg 19e · Compper 53e |       |                  |                           |  |

| Dimanche 30 juillet 2017 | Arsenal       | 1 - 2 | Séville FC              | Emirates Stadium, Londres |  |
| 16:20 WEST               | Lacazette 62e |       | Correa 49e · Nzonzi 69e |                           |  |

## Classement final
| Rang | Équipe     | Pts | J | G | N | P | Bp | Bc | Diff |
| ---- | ---------- | --- | - | - | - | - | -- | -- | ---- |
| 2    | Arsenal FC | 5   | 2 | 1 | 0 | 1 | 6  | 4  | +2   |
| 1    | Séville FC | 9   | 2 | 2 | 0 | 0 | 3  | 1  | +2   |
| 3    | RB Leipzig | 5   | 2 | 1 | 0 | 1 | 2  | 1  | +1   |
| 4    | Benfica    | 2   | 2 | 0 | 0 | 2 | 2  | 7  | -5   |